# Histoire des sourds

Ce drapeau, créé en 2013 par l'artiste français Arnaud Balard, est devenu le drapeau officiel de la communauté internationale des Sourds, depuis son adoption par la fédération mondiale des sourds en 2023.

L'histoire des sourds, aussi appelée histoire sourde, décrit comment ont vécu les personnes ayant divers degrés de surdité, à différentes époques et dans différents contextes sociaux, comment elles ont été perçues par les entendants et, souvent, marginalisées, comment elles ont été éduquées à partir de l'époque moderne, comment elles ont formé des communautés partageant des modes de communication de plus en plus normalisés, jusqu'à la formalisation des langues des signes au début de l'époque contemporaine, et comment ces communautés ont lutté pour faire valoir leurs droits, principalement à partir de la seconde moitié du XXe siècle, et faire reconnaître et respecter leur langue et leur culture sourde.
Certains historiens considèrent que, de la même manière que l'Histoire commence avec la création de l'écriture, l'histoire sourde commence avec le développement des langues des signes.
Cette histoire recoupe certains des principaux axes de recherche sociologique dans le domaine des études sur le handicap : les réactions des personnes extérieures à celles qui présentent une différence physique, l'évolution de la conception de la normalité et celle des communautés basées sur un univers sensoriel différent de celui de la majorité de leur entourage.

## «Préhistoire» sourde
Les entendants associent automatiquement le langage à l'oral. Le terme même de langue en est révélateur, tout comme l'association entre langage oral et raison dans le concept de logos utilisé dès la Grèce antique.
Cette pensée est restée marquée très longtemps dans l'histoire. La stupidité était liée de facto à la surdité. On ne pouvait imaginer l’intelligence chez une personne sourde. Des expressions comme « sourdingue » en témoignent encore aujourd’hui. Seuls les privilégiés pouvaient espérer trouver un professeur pour tenter d’enseigner la parole aux jeunes sourds.
De même, on attribuait une psychologie uniforme, propre aux personnes sourdes : même au début de l'époque contemporaine, le médecin Jean Itard décrivait leur caractère comme méfiant et crédule. D'autres[Lesquels ?] affirmaient que les sourds étaient toujours agressifs et colériques.

### Antiquité
Les sourds étaient perçus différemment selon les cultures et les religions.
Les Égyptiens et les Perses pensaient que cette infirmité était un signe de la faveur céleste[réf. nécessaire].
Au contraire, dans d'autres cultures[Lesquelles ?], les parents cachaient l'existence d'un enfant sourd[réf. nécessaire].

#### Premières traces de communication par signes
Selon Martha Lynn Rose, il n'existe aucune preuve de l'existence d'une langue des signes dans le monde antique, et il est peu probable qu'il y ait eu une communauté de personnes sourdes en nombre suffisant pour en créer une.
Toutefois, on trouve une possible allusion à la communication des sourds par signes dans un texte égyptien datant d'environ 1200 avant l'ère commune, dans lequel un magistrat réprimande ainsi un scribe paresseux : « Tu es sourd et tu n'entends pas, et les hommes te font des signes de la main ».
Le Cratyle de Platon est le plus ancien texte connu qui se réfère explicitement à une forme primitive de communication par signes. Il met en scène Socrate, qui se réfère ainsi aux signes utilisés par les sourds : « si, à défaut de voix et de langue, nous voulions nous représenter les choses les uns aux autres, n’essaierions-nous pas, comme le font en réalité les muets, de les indiquer avec les mains, la tête, et le reste du corps ? ».
Quelques sources romaines attestent l'existence  d'utilisations sophistiquées de gestes : Ammien Marcellin décrit un garçon muet capable d'expliquer « les nombreux domaines dans lesquels il excellait, par des hochements de tête » ; Augustin, dans Le Maître, se réfère aux sourds qui sont capables par des gestes de demander, de répondre, d’enseigner, ou d’indiquer tout ce qu’ils désirent, et pas seulement les choses visibles, mais aussi les sons, les goûts et encore d’autres choses,.

#### Chez les Hébreux
Le verset 14 du chapitre 19 du Lévitique ordonne de ne pas insulter les sourds,.
Une personne sourde et muette était exclue de l'accomplissement des mitzvot, même si certaines sources rabbiniques questionnent l'incapacité des sourds à apprendre.

#### Dans la Grèce antique

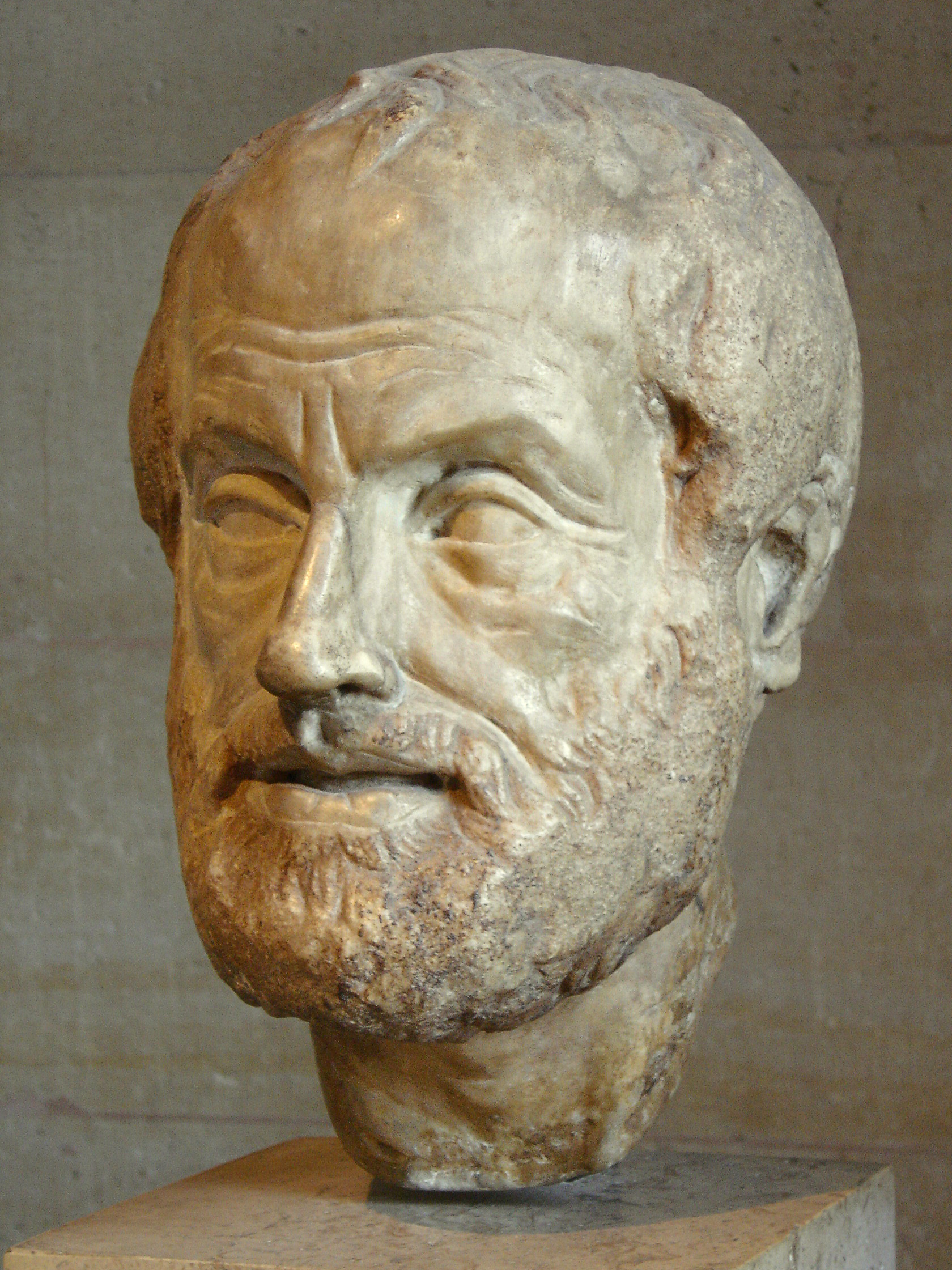
Portrait d'Aristote, d'après un original en bronze de Lysippe.

En grec ancien, les mots κωφός (kôphos, « sourd ») et ἐνεός (eneos, « muet ») sont utilisés comme des synonymes et peuvent également signifier « stupide ». En effet, selon plusieurs enseignants pour sourds comme Martha "Mossie" Mc Gann en 1888 et Kenneth Walter Hodgson en 1954, qui étayent leur propos par des citations attribuées à Aristote, les sourds ont surtout été considérés dans la Grèce antique comme des personnes dépourvues de raison et d'intelligence, qui ne pouvaient pas être plus éduquées que des animaux sauvages.
Cependant, selon la chercheuse Ellen Adams en 2020, il s'agit de citations erronées, bien que largement diffusées, et la citation exacte sur les sourds qu'on trouve dans les écrits d'Aristote est « l'ouïe ne fournit que les différences de son, et pour quelques êtres aussi, les différences de voix; mais, accidentellement, elle contribue à la pensée pour une très grande part, car le langage est la cause de l'instruction, non en lui-même mais indirectement: il se compose en effet de mots, et chacun des mots est un signe. C'est pourquoi, parmi les hommes privés congénitalement de l'un de ces sens, les aveugles-nés sont plus intelligents que les sourds-muets » dans son traité De la sensation et des sensibles (Περὶ αἰσθήσεως καὶ αἰσθητῶν). La chercheuse Margret A. Winzer cite pour sa part le livre IV de l'Histoire des animaux d'Aristote : « Les quadrupèdes vivipares ont chacun des voix différentes les unes des autres ; mais aucun n'articule un langage ; ce privilège est réservé à l'homme seul. Quand l'animal a un langage articulé, il a aussi une voix ; mais il peut avoir une voix sans toujours avoir de langage, ni d'articulation. Ceux qui sont sourds de naissance sont en outre toujours muets ; cependant ils ont bien une voix ; mais elle ne peut pas articuler ».

#### Dans l'Empire romain
Dans la Rome antique, au début de l'ère commune, sous le règne d'Auguste, Quintus Pedius est le premier peintre sourd dont le nom est connu, cité par Pline l'Ancien dans son Histoire naturelle,.
Dans les premières institutions religieuses chrétiennes, le canon 47 des Constitutions apostoliques, rédigé au IVe siècle, justifie l'exclusion des personnes atteintes de certains handicaps de l'épiscopat, non pas en raison de leur perversion morale, mais à cause de leur présumée incapacité : « Les sourds (surdus) ou les aveugles (caecus) ne deviendront pas évêques, non pas parce qu'ils sont souillés (pollutus), mais afin que les affaires de l'Église n'en souffrent pas (impediantur) ».

### Moyen Âge
Le peu d'écrits retrouvés sur les sourds laisse à penser qu'ils participaient à la vie des villages en se faisant comprendre par des gestes et des mimes tout en étant considérés comme les « débiles » ou « idiots » du village.
Selon la médiéviste Julie Singer, la surdité n'empêchait pas systématiquement de participer à l'activité économique de la communauté, notamment par rapport à d'autres formes de déficience, même si l'intégration sociale des sourds variait en fonction de leur classe sociale et de leur lieu de vie : ceux qui étaient issus de milieux plus aisés pouvaient être plus lésés car ils perdaient souvent leurs droits d'héritage et d'autres privilèges familiaux.
De manière générale, les sourds étaient invisibilisés, comme on peut l'observer au niveau des guérisons miraculeuses recensées par l'Église catholique, parmi lesquelles la surdité est très sous-représentée par rapport aux estimations de sa prévalence et par rapport aux autres déficiences.
D'un point de vue légal, le Décret de Gratien, une œuvre majeure du droit canonique, composée vers le milieu du XIIe siècle, établit que les sourds, tout comme les « fous », ne peuvent pas porter une affaire devant un juge, car on considère qu'ils n'ont pas la faculté d'entendre ou de comprendre ce qui leur arrive. Cette condition pouvait être invoquée pour disculper des individus dans certains cas, notamment d'automutilation.

### Renaissance

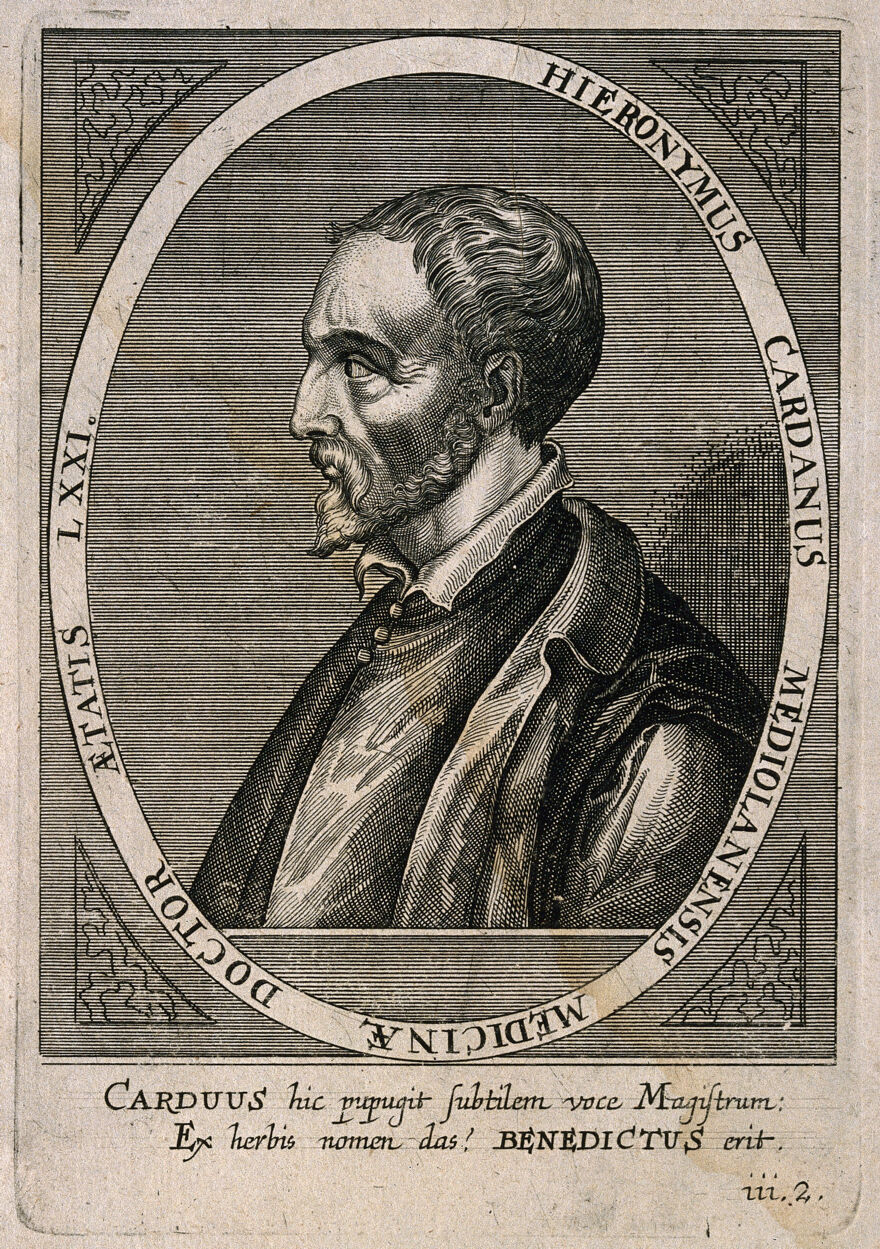
Jérôme Cardan, le premier médecin à reconnaître la capacité des sourds à raisonner, au XVIe siècle.

Les prêtres chargés de l'instruction des enfants des familles nobles commencèrent à éduquer les enfants sourds. Ils leur apprenaient à parler, à lire et à écrire. Certains d'entre eux utilisaient les gestes des sourds pour leur faire comprendre la langue orale, mais considéraient ces signes comme trop pauvres pour pouvoir exprimer une pensée. Le but poursuivi était la « démutisation » des sourds.
Il existait tout de même quelques exemples de sourds qui enseignaient à d'autres sourds en langue gestuelle.
Au XVIe siècle, Jérôme Cardan a été le premier médecin à reconnaître la capacité des sourds à raisonner,,.
D'un point de vue légal, les sourds restent traités par les juges, par défaut, comme des « idiots », c'est-à-dire des déficients intellectuels, sauf si la preuve de leur capacité à comprendre peut être apportée, et cette situation va continuer pendant l'époque moderne, ainsi que le démontrent les écrits du Lord Chief Justice of England (en) Matthew Hale à la fin du XVIIe siècle.

## Histoire moderne: les débuts de l'éducation des sourds en langue des signes
La conceptualisation de l'existence d'une langue spécifique aux personnes sourdes, distincte de la langue orale parlée dans leur environnement, et d'une communauté et une culture sourde, n'ont commencé à germer qu'au cours des trois ou quatre derniers siècles, à partir du moment, en particulier, à l'époque moderne, où l'urbanisation s'est développée et où des groupes d'enseignement spécialisé pour sourds ont été créés dans les pays les plus riches.

### En Espagne

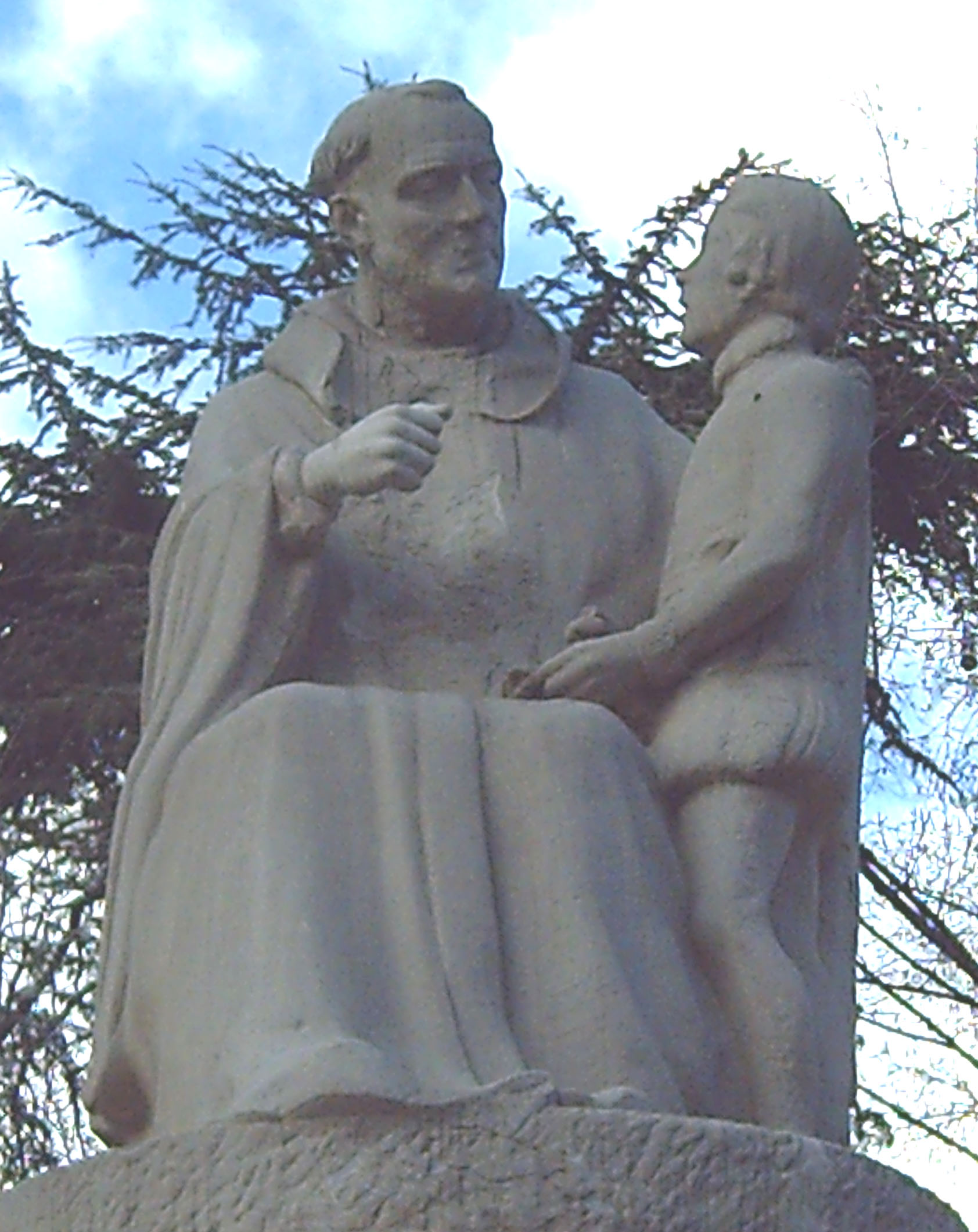
Monument au frère Pedro Ponce de León, précurseur de la dactylologie, dans le parc du Retiro de Madrid.

En 1620, Juan de Pablo Bonet publie une Réduction des lettres à leurs éléments primitifs et art d'enseigner à parler aux muets à la suite de la prise en charge de l’éducation de Luis de Velasco, marquis du Frêne (1610 – 1664), fils sourd du connétable de Castille, Juan Fernández de Velasco y Tovar (1550 - 1613).
Cet ouvrage fait de lui l’un des pionniers de l'éducation oraliste des sourds, et l'auteur du premier manuel d'orthophonie, de logopédie et de phonétique en Europe. L’Espagne de Philippe III est à l'apogée de sa puissance et de sa richesse, le connétable de Castille est, protocolairement, le second personnage du royaume et l'éducation des fils (fût-il puiné et sourd, ce qui est le cas du petit Luis) constitue une obligation sociale.
Mais Juan de Pablo Bonet n'est pas le premier à avoir pris en charge l'éducation des fils sourds des bonnes familles espagnoles. Dans la riche Castille, le primat de l'éducation pour les sourds revient à Pedro Ponce de León (1520-1584), moine bénédictin du monastère du saint Sauveur de Madrid qui a ouvert, dans son monastère, les premières classes spécialisées. Il n'est pas connu pour avoir inventé la langue des signes (ni reconnu son usage parmi ses élèves) mais il mentionne et promeut dans ses écrits l'usage de l'alphabet dactylologique pour épeler les mots, qui était un usage sans doute très antérieur dans les ordres monastiques (comme celui du Carmel) où les moines et moniales font vœu de silence.

### En France

#### Précurseurs

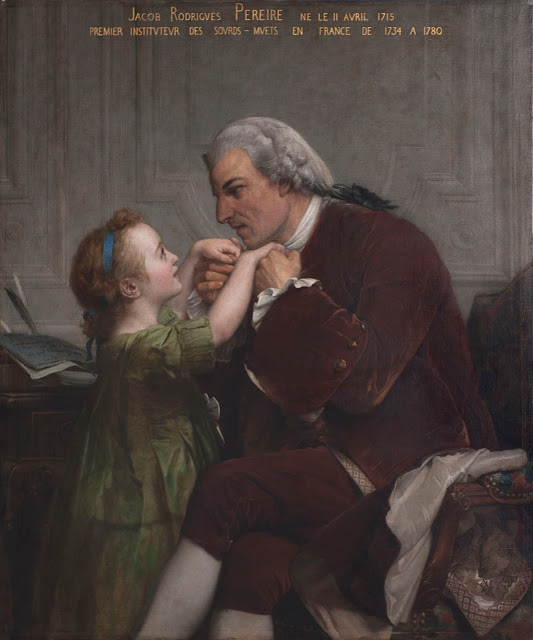
Portrait de Jacob Rodrigue Pereire et de son élève Marie Drois.

Le monde ibérique étant entré dans une profonde décadence économique, politique et intellectuelle, l'innovation en la matière se déplace dans la France du XVIIIe siècle (alors le pays le plus développé avec l'Angleterre de John Wallis (1616-1703) et la Hollande de Johann Conrad Amman (1669-1724), autres pionniers de l’instruction des sourds-muets). On doit au marrane Jacob Rodrigue Pereire (1715-1780) d'avoir fait la transition du savoir entre les deux pays. Dès 1734, Péreire fonde un institut spécialisé à Lisbonne et se documente sur les méthodes d’éducation des sourds-muets (il puise largement chez Juan de Pablo Bonet). Il privilégie la démutisation, la lecture sur les lèvres, l'apprentissage précoce de la lecture et utilise une dactylologie adaptée à la langue française. Quittant le Portugal en 1741, il apporte son savoir à Bordeaux. Son premier élève est Aaron Beaumarin, né vers 1732. Il est présenté à l’Académie de La Rochelle, début 1745, afin de faire constater l’efficacité de la méthode pédagogique qu'il promeut. Un autre élève, le fils de la famille d’Azy d’Etavigny, fait l’objet d’un Mémoire présenté à Paris, à l’Académie des sciences, lors de la séance du 11 juin 1749.
Au XVIIIe siècle, l'auteur Pierre Desloges, relieur de métier et colleur de papier pour meubles, devenu sourd à l’âge de sept ans, établit clairement qu’une langue des signes structurée était couramment utilisée en France. Mais les sourds étant isolés, elle est faiblement uniforme, et plus grave, nombre de sourds n’y ont pas accès, se retrouvant sans langue et sans éducation.
Au début du XVIIIe siècle, à Amiens, un sourd de naissance, Étienne de Fay dit « le vieux sourd d’Amiens », parvenu à être professeur, architecte et dessinateur, faisait l’école en gestes à des enfants sourds dans l'Abbaye Saint-Jean.

#### L'abbé de l'Épée

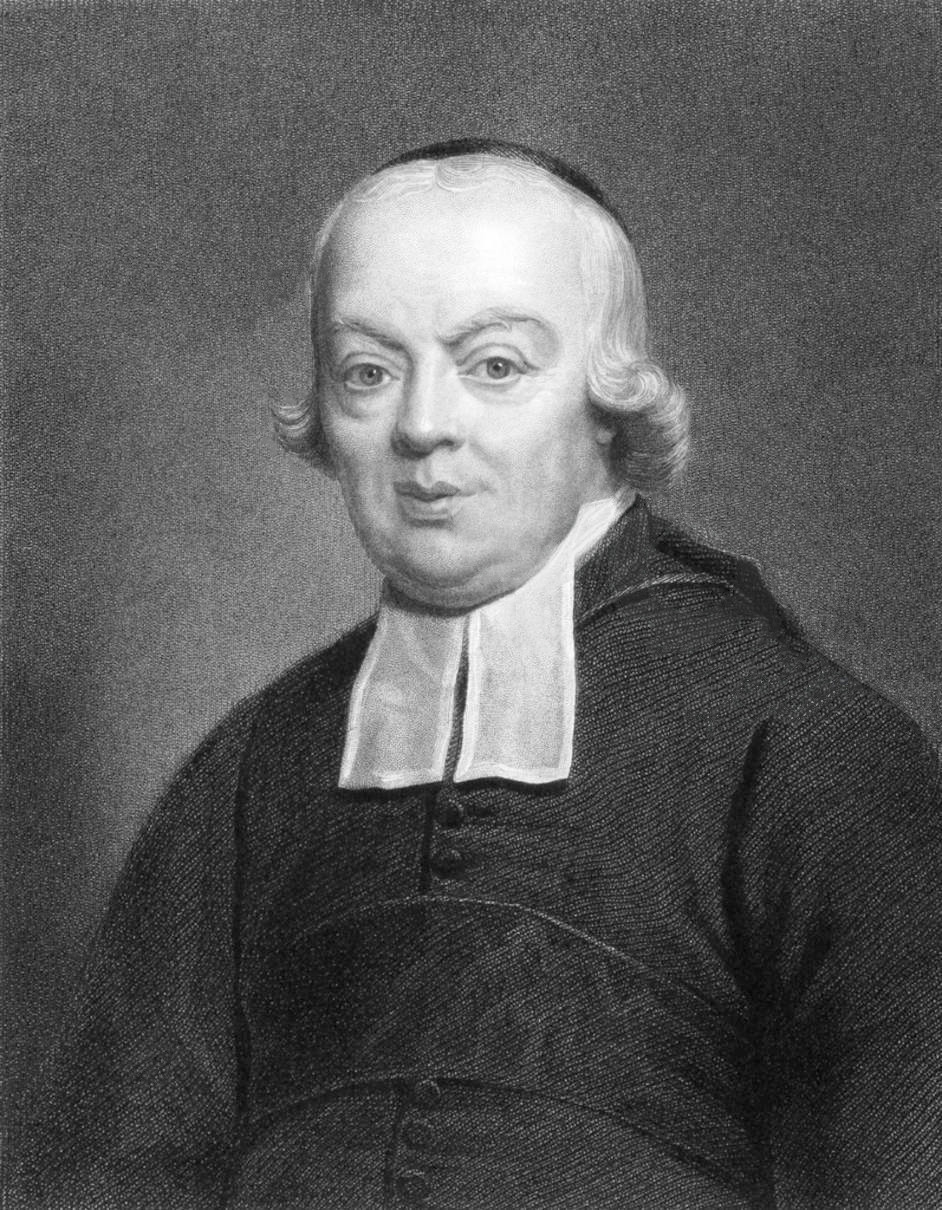
Charles-Michel de L'Épée

L'abbé de l'Épée est sans doute la figure historique la plus connue de la population sourde. Ce prêtre, entendant, est à l’origine de l’enseignement spécialisé dispensé aux jeunes sourds, ainsi que l’accès à des méthodes gestuelles pour mener à bien cette éducation. Il a fondé une école pour sourds qui est devenue après sa mort l'Institut national des jeunes sourds de Paris, une des plus anciennes et des plus influentes institutions pour les sourds au monde.
L'abbé enseignait avec un codage de son invention, les signes méthodiques, mais il ne connaissait pas la langue utilisée par ses élèves et n'a pas conçu la langue des signes française (LSF). On peut porter à son crédit d'avoir reconnu l’importance du gestuel pour l'éducation des sourds, mais aussi d'avoir offert une place pour les sourds et les signes, grâce à ses démonstrations publiques, jusque devant le roi. Enfin, le plus grand bienfait qu'il ait accompli est d'avoir permis à de jeunes sourds, autrefois isolés, de se réunir et d'ainsi pouvoir développer, perfectionner et mieux codifier eux-mêmes la LSF.

### Aux États-Unis

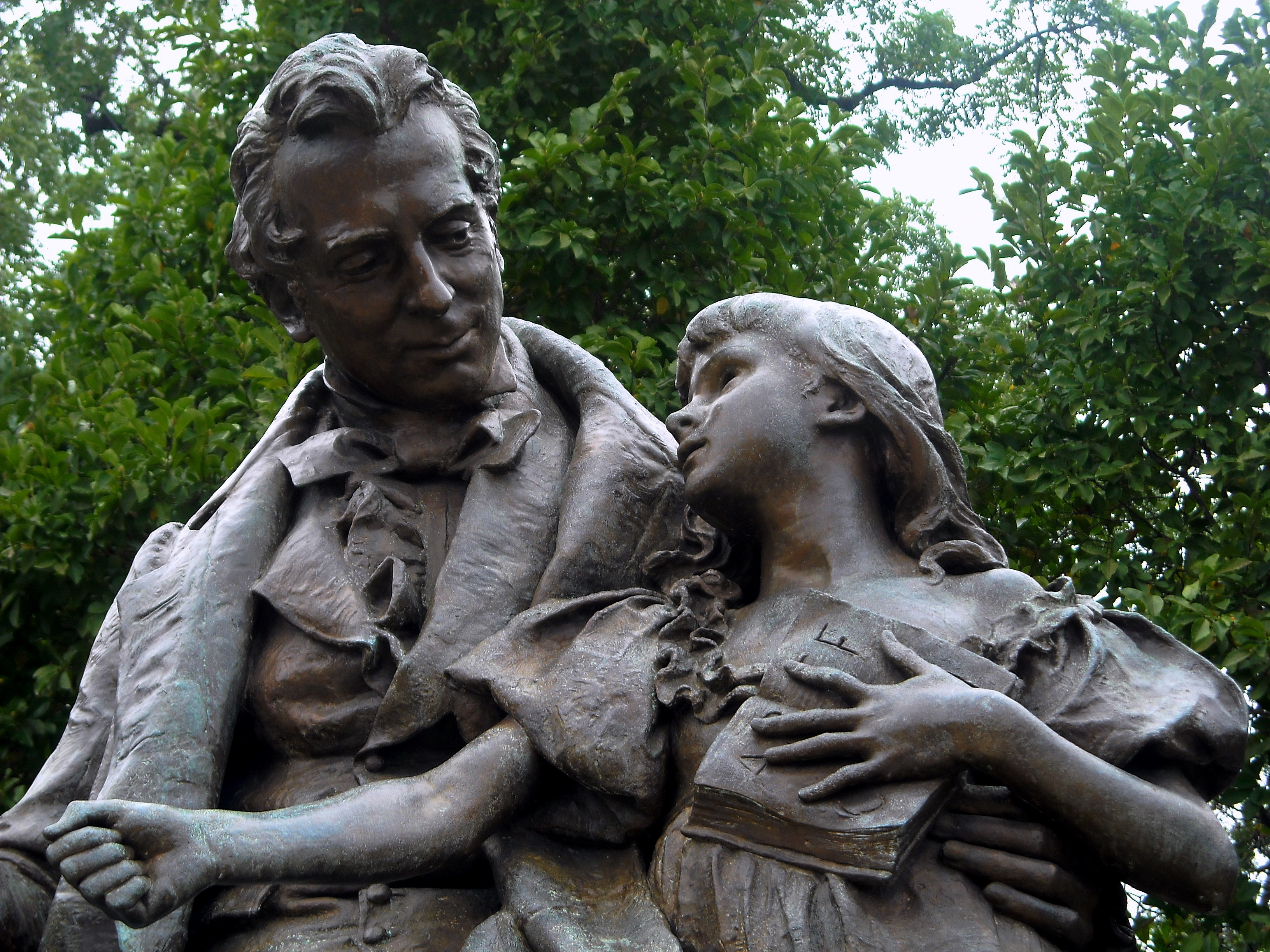
Statue de Thomas Hopkins Gallaudet et Alice Cogswell, Université Gallaudet, Washington, (1889).

### En Belgique
Jean-Baptiste Pouplin fonde un institut à Liège en 1819. Il fait aujourd'hui partie de l'enseignement communal liégeois sous le nom Institut royal pour Handicapés de l’Ouïe et de la Vue (I.R.H.O.V.).

### En France: au 19e siècle, Ferdinand Berthier et l'«âge d'or»

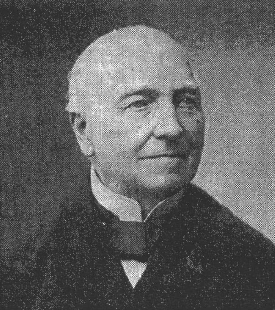
Portrait de Ferdinand Berthier.

Personnage mythique dans l'histoire sourde, Ferdinand Berthier représente un modèle de réussite et d’intelligence pour les sourds, et qui, depuis dix ans, ne cesse d’être de plus en plus valorisé et mis en avant.
Ferdinand Berthier devient l'un des premiers professeurs sourds de l'Institution nationale des sourds-muets de Paris en 1829, puis doyen des professeurs. Il représentera à la fois la figure de l’intellectuel sourd et du militant pour la langue des signes.
Cet érudit est considéré, dans la société civile, comme l'un des intellectuels de l’époque. Auteur de nombreux livres et articles, il entretiendra une correspondance avec les ministères et le roi, ainsi qu’avec des intellectuels de son époque, comme Victor Hugo. Victor Hugo avait écrit à Ferdinand: « Qu'importe la surdité de l'oreille quand l'esprit entend ? La seule surdité, la vrai [sic] surdité, la surdité incurrable [sic], c'est celle de l'intelligence. ».
Du côté de l'activisme militant pour la cause sourde, Ferdinand Berthier se bat toute sa vie pour la reconnaissance de la langue des signes et des droits des sourds.
Avec cette troisième génération de sourds arrivée à l’institut, naît le mythe de l’âge d’or de la culture sourde. D’abord par la présence de grandes figures de l’Histoire sourde, comme Berthier, Bébian, Clerc…  mais aussi par la naissance du combat pour la reconnaissance de la culture sourde fortement initié par ces derniers. Berthier lance, en 1834, des banquets en mémoire de l’abbé de l’Épée. L’objectif de ces rassemblements est de médiatiser les sourds, comme le faisait l’abbé de l’Épée avec ses démonstrations publiques, mais aussi de créer le mythe du « bon abbé » entendant qui comprenait les sourds et voulait leur enseigner avec les gestes.
En parallèle, les méthodes d'éducation des jeunes sourds changent. Après la mort de l’abbé Sicard, successeur de l'abbé de l'Épée, l’institut se retrouve sans héritier légitime de cette politique d'enseignement. Les nouveaux directeurs, arrivés de l’extérieur, développent alors des méthodes fondées sur la rééducation de la parole nommées « oralisme » dont les signes sont complètement absents, et contre lesquelles, naturellement, se battent les intellectuels sourds, dont Berthier, qui défend un bilinguisme langue des signes / français écrit.

## Époque contemporaine

### L'oralisme: un siècle de discrimination éducative, de la fin du 19e à la fin du 20e
En 1880, un congrès international se réunit à Milan pour décider quelle méthode, de la langue des signes ou de l’oralisme, était la plus adaptée à l’éducation des sourds. À l'issue de ce Congrès, la langue des signes fut interdite dans l'ensemble des pays participants, à l'exception des États-Unis et de l'Angleterre.
Dès lors, l'enseignement en langue des signes est interdit partout dans le monde. Des intellectuels sourds, comme Ferdinand Berthier, Henri Gaillard et d'autres luttent pour sauver et protéger la langue des signes et aussi encourager l'enseignement en langue des signes plutôt qu'à l'oral.

### Deaflympics

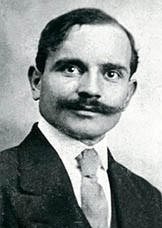
Eugène Rubens-Alcais, surnommé Le baron de Coubertin sourd-muet.

Le célèbre Eugène Rubens-Alcais permet la continuité de la pratique organisée de la langue des signes, en France et dans le monde, en fondant plusieurs clubs sportifs pour les sourds ainsi que la Fédération sportive des sourds de France.
En 1924, avec d'autres sourds tels qu'Antoine Dresse et Émile Cornet, il organise les International Silent Games à Paris en invitant des sportifs sourds de neuf nations, et fonde le Comité international des sports des sourds pour la continuité de cette compétition internationale, renommée ensuite Deaflympics.

### L'eugénisme sous le régime nazi (1933-1945)

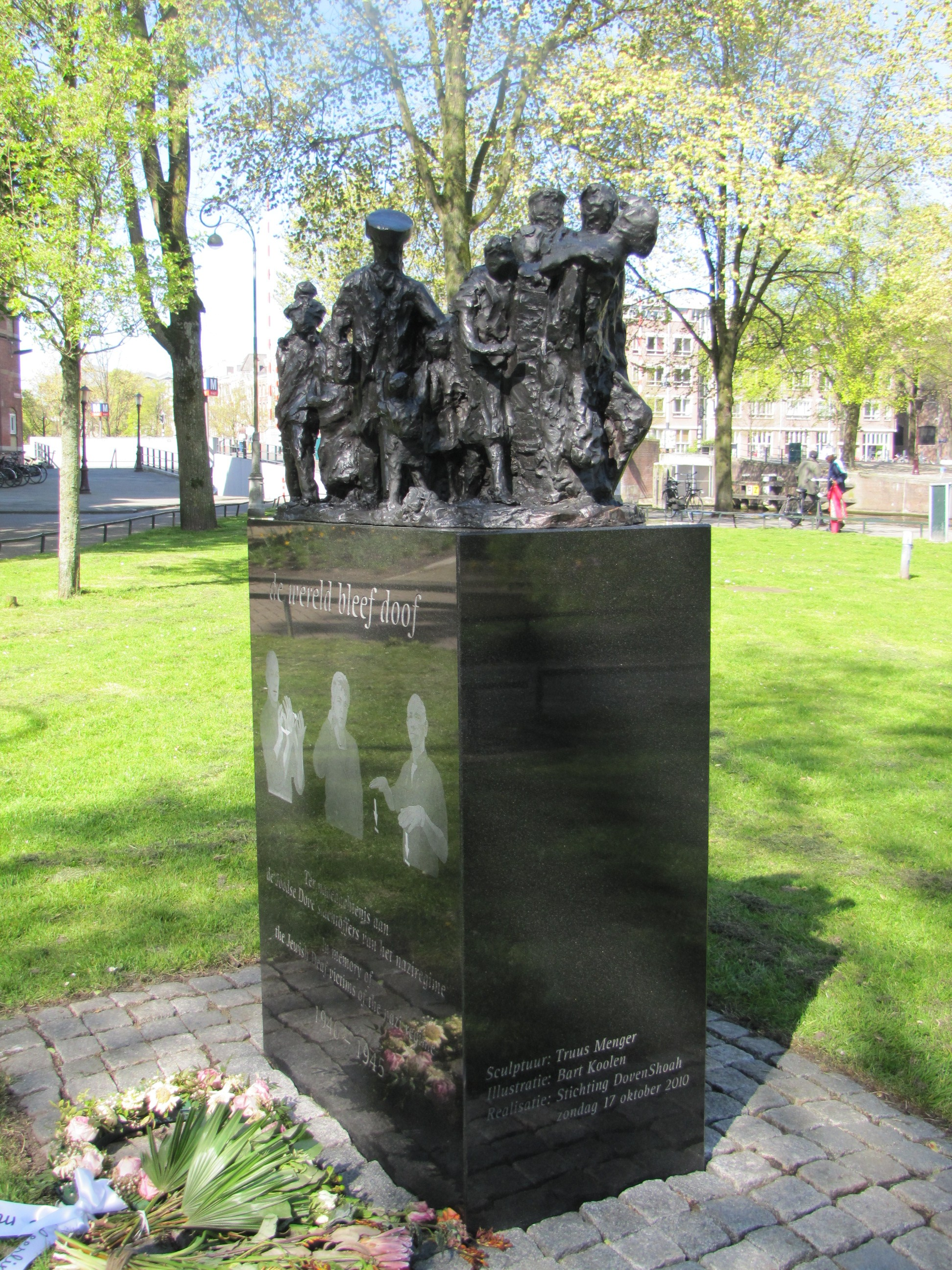
Monument à la mémoire des personnes juives sourdes victimes du régime nazi (1940-1945). "Le monde resta sourd" est écrit en langue des signes, en néerlandais et en anglais. Amsterdam.

Les Sourds ont été victimes des persécutions nazies, de la montée du nazisme en 1933 jusqu'à son effondrement à la fin de la seconde guerre mondiale. Les théories d'eugénisme ont gagné en popularité avant et durant la montée du nazisme en Allemagne, y compris dans beaucoup de milieux des enseignants et éducateurs de Sourds. Les sourds furent les victimes des lois nazies sur la prévention de reproduction pour les maladies héréditaires. Les stérilisations forcées et avortements forcés furent pratiqués à grande échelle sur les malades mentaux et handicapés, dont faisaient partie les enfants et adultes souffrant de surdité. On estime qu'en Allemagne, 15 000 sourds dont 5 000 enfants sourds (la plus jeune victime ayant 9 ans) ont subi des stérilisations contre leur gré.
La politique des nazis s'est ensuite endurcie pour supprimer les personnes sourdes, et il est estimé qu'environ 16 000 sourds, dont 1 600 enfants furent ainsi tués par empoisonnement ou par la faim (privation de nourriture durant leur emprisonnement) en Allemagne.
Dans le livre qu'il consacre au sujet, où il synthétise la recherche qu'il a faite pour sa thèse doctorale et qui a fait l'objet de publications en langue allemande, l'auteur allemand Horst Biesold (retraité et ancien enseignant pour étudiants Sourds) a interviewé 1 215 survivants sourds. S'appuyant sur leurs témoignages et documents de l'époque, Biesold décrit en détail comment de nombreux professeurs et médecins chargés de protéger les personnes sourdes ont activement participé aux programmes eugénistes et dénonce les pratiques de stérilisation sur les sourds qui ont eu lieu dans d'autres pays par la suite, en particulier aux États-Unis.

### Le «réveil Sourd»

#### Fédération mondiale des sourds
La Fédération mondiale des sourds a été créé en septembre 1951 à Rome (Italie) par Cesare Magarotto, un des fondateurs, au premier Congrès mondial des Sourds, sous les auspices de l'Ente Nazionale Sordomuti (ENS), l'association italienne des sourds. Le premier président de la FMS a été le professeur Vittorio Ieralla, qui était aussi, à ce moment, le président de l'ENS.

#### En France
Durant un siècle, jusque dans les années 1980, la langue des signes est interdite, méprisée et marginalisée aux seules associations de sourds. Dans les établissements les moins stricts, elle est permise dans les cours de récréation. Ceci explique les difficultés pour les sourds les plus âgés de tenir une conversation en langue des signes devant des entendants sans avoir un peu honte. 
Cette interdiction maintient les sourds à un niveau d'éducation très inférieur à la population générale. En France, à la fin des années 1970, 80 % des sourds étaient illettrés ; moins de 10 adolescents sourds obtenaient alors le bac chaque année, c'est-à-dire 20 fois moins, proportionnellement, que les autres adolescents ; les sourds ne bénéficiaient d'aucune aide adaptée pour accéder aux études supérieures, et les seules formations professionnelles qui leur étaient proposées ne les préparaient qu'à une quinzaine de métiers manuels.
En 1971 le sixième Congrès mondial des sourds est organisé à Paris par la fédération mondiale des sourds, puis en 1975 à Washington, dans la capitale des États-Unis, sur le thème de « la pleine citoyenneté pour tous les sourds ». C'est l'occasion pour les sourds français qui y participent de percevoir la différence d'inclusion de la langue des signes et de niveau d'éducation moyen chez les Américains, qui n'ont pas été interdits d'utiliser la langue des signes à l'école, et n'ont cessé d'organiser une éducation de plus en plus efficace depuis la création de l'Université Gallaudet en 1864.
Commence alors ce qui a été appelé rétrospectivement « le réveil Sourd » par la communauté sourde, et en particulier par l’écrivain sourd André Minguy : à la suite de ces congrès, et surtout après celui de 1975, de nombreux sourds français se mobilisent pour défendre leurs droits citoyens et la promotion de la langue des signes.
Dès l'été 1975, des négociations entre l'Union nationale pour l'Insertion Sociale du Déficient Auditif (UNISDA) et le ministère de la Santé commencent pour que les déficients auditifs puissent devenir éducateurs et enseignants dans les institutions spécialisées pour les déficients auditifs. L'arrêté ministériel instaurant le certificat d’aptitude aux fonctions de professeur d’enseignement technique aux déficients auditifs (CAFPETDA) est finalement signé le 15 décembre 1976 et publié le 16 février 1977.
En septembre 1976, Alfredo Corrado, un artiste sourd américain, décoriste au National Theatre of the Deaf, et le metteur en scène entendant Jean Grémion, également écrivain et journaliste, se rencontrent au festival mondial de théâtre universitaire de Nancy. Leur association va rapidement aboutir à la création de l'International Visual Theatre (IVT) en 1977, dans la tour du village du château de Vincennes. Dès lors, ils travaillent à la requalification de la langue des signes. Leur principal vecteur sera le théâtre, mais l’IVT développera également une politique de recherche linguistique et de pédagogie autour de la langue des sourds. Les cours de langue des signes ont déjà un succès permettant aux entendants de découvrir le monde des sourds. Des célébrités sortiront de cette association, comme  Emmanuelle Laborit, qui se fait connaître en recevant, en 1993, le Molière de la révélation théâtrale pour son rôle dans Les Enfants du silence et qui devient ensuite directrice de l’IVT.
Ce mouvement aboutit à la mise en place de l’association Deux langues pour une éducation (2LPE) le 17 novembre 1979 par Christian Deck, Cécile et André Minguy, Michel Lamothe, et d'autres membres,. De nombreuses associations de sourds ouvrent leurs portes aux entendants en leur proposant des cours de la langue de signes. Ces formations, les films, le théâtre et l’engagement de plusieurs associations dans la sensibilisation pour la culture sourde, permettent une meilleure reconnaissance des droits des sourds.
Durant ces années et jusque récemment, de nombreuses manifestations sont organisées afin de demander la reconnaissance de la langue des signes française.
Au milieu des années 1980, des classes bilingues utilisant la langue des signes française (LSF) sont créées dans plusieurs villes françaises : en septembre 1984 à Chalon-sur-Saône et Poitiers, puis en septembre 1985 à Bayonne, Nancy et Toulouse, en janvier 1986 à Vaires-sur-Marne, en septembre 1987 à Champs-sur-Marne.
Ce n'est qu'en 1991, par la loi 91-73, que l’Assemblée nationale instaure de manière générale le droit à « la liberté de choix entre une communication bilingue - langue des signes et français - et une communication orale », et autorise donc l'utilisation de la LSF pour l'éducation des jeunes sourds.
La LSF est finalement reconnue comme une langue à part entière par la loi n° 2005-102 du 11 février 2005 pour l'égalité des droits et des chances, la participation et la citoyenneté des personnes handicapées.
En 2024, en France, 5 % des établissements scolaires dispensent des cours en LSF en classe.

#### Deaf President Now aux États-Unis
La grève des étudiants de Gallaudet, qui commença le 6 mars 1988, modifia profondément la perception et l'enseignement de la « culture sourde. »
Les étudiants sourds étaient indignés par la nomination d'une nouvelle présidente non sourde, Elizabeth Zinser, à la suite d'une longue lignée d'autres présidents non sourds. Les anciens élèves, le corps enseignant, le personnel, et les élèves réclamèrent que, lors de la prochaine nomination du président d'université, celui-ci soit sourd. Au bout d'une semaine de protestation et d'action, Zinser démissionna et fut remplacée par I. King Jordan. Ce mouvement devint connu sous le nom de "Deaf President Now" (DPN).

### Au 21e siècle
Les sourds vivent dans une société qui a encore du mal à s'adapter aux sourds.
Pendant la Coupe du monde de football de 2010, les résumés de matchs sont traduits en langue des signes internationale par FIFA. Colin Allen, le président de la Fédération mondiale des sourds remercie au président de FIFA, Sepp Blatter pour cette idée.
La cérémonie officielle d'adieu à Nelson Mandela, qui a eu lieu au FNB Stadium de Soweto le 10 décembre 2013, a provoqué une polémique à la suite de la traduction en direct des discours en langue des signes. L'agent en question, Thamsanqa Jantjie, a été qualifié d'imposteur par Cara Loening, directrice de l’organisme Éducation et développement de la langue des signes au Cap, l'accusant de n'avoir « pas fait un seul signe », juste d'avoir « battu l'air avec ses bras. » L'intéressé s'est excusé de sa prestation en plaidant la schizophrénie. Le gouvernement sud-africain a réagi en admettant que l'individu n'était pas un professionnel et qu'ils avaient été « floués » par l'entreprise chargée de fournir l'interprète.
Le 24 mai 2016, Colin Allen, le président de la Fédération mondiale des sourds et le futur président de l'International Disability Alliance, participe à la réunion du sommet World Humanitarian Summit et s'exprime en langue des signes française à côté du secrétaire général Ban Ki-moon,
,.
Le 24 septembre 2016 à Montpellier, à l'occasion de la journée mondiale des sourds, le drapeau d'Arnaud Balard flotte sur la place de l'hôtel de ville, c'est la première fois au niveau mondial dans l'histoire des sourds.
En mars 2018, le film The Silent Child a reçu l'Oscar du meilleur court métrage en prises de vues réelles. Lors de la remise de l'Oscar, Rachel Shenton a fait son discours de remerciement en langue des signes.